# Камила Соди
Вижте пояснителната страница за други личности с името Камила.
Камила Соди (на испански: Camila Sodi) е мексиканска актриса.

## Биография
Камила Соди е най-голямата дъщеря на мексиканската писателка Ернестина Соди и адвоката Фернандо Гонсалес Пара, племенница е на актрисата и певица Талия, актрисата Лаура Сапата, художничката Габриела Соди и археоложката Федерика Соди.
През 2004 г. официално дебютира като актриса в теленовелата Невинната ти, продуцирана от Натали Лартио, в която изпълнява ролята на Флоресита, бедно момиче, което се бори и успява да се справи с всичко, за да продължи напред. В теленовелата си партнира с Елена Рохо, Валентино Ланус, Алма Делфина, Салвадор Пинеда и други.
През 2007 г. е премиерата на игралния филм Niñas mal, режисиран от Фернандо Сариняна, с участието на Марта Игареда, Химена Сариняна и Бланка Гера. Камила влиза в ролята на млада интелектуалка. През август същата година е премиерата на филма El búfalo de la noche, базиран на едноименния роман от Гилермо Ариага, режисиран от Хорхе Гутиерес Алдана. В него Камила си партнира с Диего Луна (с когото се женят през 2008 г. и имат две деца - Херонимо и Фиона. Бракът им продължава до 2013 г.). През същата година излиза още един филм с нейно участие - Déficit, режисиран от Гаел Гарсия Бернал.
След 11-годишно отстъствие от теленовелите, през 2015 г. изпълнява главната роля в теленовелата Не ме оставяй, продуцирана от Карлос Морено, версия е на успешната теленовела от 1988 г. Любов в мълчание, продуцирана от Карла Естрада и създадена от Лиляна Абуд и Ерик Вон.

## Творчество

### Телевизия
- Руби (2020) – Руби Перес Очоа
- Distrito salvaje (2018) – Жисел Дуке
- Falsa identidad (2018) – Исабел Фернандес де Корона / Камила де Гевара
- Luis Miguel (2018) – Ерика
- Не ме оставяй (2015-2016) – Паулина Мурат Урутия / Валентина Олмедо Мурат
- Госпожица Полвора (2015) – Валентина Карденас
- Невинната ти (2004-2005) – Флор де Мария Гонсалес

### Кино
- El exorcismo de Carmen Farías (2020) – Кармен
- Como cortar a tu patán (2017) – Наталия
- Camino a Marte (2017) – Виолета
- Compadres (2016) – Емилия
- El placer es mío (2015) – Камила
- El despertar (2014) – Жената
- Amor de mis amores (2014) – Андреа
- Arráncame la vida (2008) – Лилия Асенсио
- El búfalo de la noche (2007) – Ребека
- Niñas mal (2007) – Пиа
- Déficit (2007) – Елиса

### Дискография
- Ella y el muerto (2013)